# A.N.T. – Avancerad Ny Talang
A.N.T. – Avancerad Ny Talang (engelska: A.N.T. Farm) är en amerikansk TV-serie skapad av Dan Signer, som gick på Disney Channel mellan åren 2011 och 2014. Det första avsnittet av serien, "transplANTed" (pilotavsnitt), hade premiär den 6 maj 2011, och började sedan därefter att sändas regelbundet från och med den 17 juni samma år. Den stora huvudrollen i serien spelas av China Anne McClain.

## Handling
Serien följer det elvaåriga underbarnet Chyna Parks, som just har blivit antagen till skolan Webster High Schools specialprogram Avancerad Ny Talang (förkortat A.N.T.). Väl på detta program, som riktar sig mot ytterst begåvade mellanstadieelever, blir hon vän med Olive Doyle (en tjej med ett fotografiskt minne), och Fletcher Quimby (en korkad konstnär). Andra elever som går på skolan är den populära tjejen Lexi Reed och hennes bästa vän Paisley Houndstooth, Chynas storebror Cameron, och datageniet Angus Chestnut.

## Rollista (i urval)
| Roll                                    | Skådespelare       | Svensk röst      |
| --------------------------------------- | ------------------ | ---------------- |
| Chyna Parks                             | China Anne McClain | Natalie Minnevik |
| Olive Doyle                             | Sierra McCormick   | Jill Wrethagen   |
| Fletcher Quimby                         | Jake Short         | Axel Karlsson    |
| Alexis "Lexi" Reed                      | Stefanie Scott     | Amelie Eiding    |
| Cameron Parks (Chynas storebror)        | Carlon Jeffery     | Oskar Kongshöj   |
| Angus Chestnut                          | Aedin Mincks       | Jonatan Modin    |
| Paisley Houndstooth                     | Allie DeBerry      | Linda Åslund     |
| Gibson                                  | Zach Steel         | Viktor Åkerblom  |
| Susan Skidmore (skolans rektor)         | Mindy Sterling     | Maria Rydberg    |
| Darryl Parks (Chyna och Camerons pappa) | Finesse Mitchell   | Daniel Sjöberg   |

- Övriga roller (svenska röster) – Dick Eriksson, Sandra Caménisch, Niklas Gabrielsson, Jesper Adefelt, Julia Kenning, Nora T Pahlberg, Alice Sjöberg Brise och Leon von Kraskowski
- Dialogregissör / sånginstruktör – Suzanna Dilber
- Dialogöversättare / sångöversättare – Robin Joyner och Lasse Karpmyr (tillsammans med Mediaplant)
- Inspelningstekniker – Nikki Pryke och Johan Lejdemyr
- Dubbningsstudio – SDI Media Sverige
- Kreativt ansvarig – Kirsten Saabye

Svensk version producerad av Disney Character Voices International, Inc.